# Carnage (película de 2017)
Carnage es un falso documental de 2017 dirigido por Simon Amstell. Ambientada en el año 2067, cuando el veganismo es la norma, la película recuerda el consumo de carne en la actualidad. Se estrenó en BBC iPlayer.

## Sinopsis
Ambientada en 2067, el narrador cuenta cómo el mundo es un lugar más feliz, ya que el consumo de carne está prohibido y prevalece el veganismo. Los jóvenes expresan su incredulidad sobre cómo la gente podría haber matado y comido animales. Yasmine Vondenburgen, psicoterapeuta, lleva a cabo sesiones de apoyo para "excarnistas" para eliminar la culpa del carnismo. 

## Elenco
- Simon Amstell como el narrador
- Linda Bassett como Yasmine Vondenburgen
- Gemma Jones como Davina
- Jme como él mismo
- John Macmillan como Troye King Jones
- Lindsay Duncan como Maude Polikoff
- Claire Keelan como Lindsay Graber
- Lorraine Kelly como ella misma
- Mawaan Rizwan como Freddy Jayashankar
- Eileen Atkins como Dorothy
- Martin Freeman como Jeff
- Samantha Spiro como Amelie / Edith Paper, actriz en musical lácteo
- James Smith como Graham Watkins
- Alex Lawther como Joseph, un adolescente
- Joanna Lumley (voz) como ella misma
- Kirsty Wark como ella misma
- Vanessa Feltz como ella misma
- Christian Fraser como él mismo
- Clive Myrie como él mismo